# Premis Butaca de 2017
Els Premis Butaca de 2017 es van lliurar al Mercat de les Flors de Barcelona el 27 de novembre de 2017, en la seva vint-i-tresena edició, presentada pels seus fundadors, Toni Martín i Glòria Cid.

## Palmarès i nominacions[2]

### Premi Butaca al millor muntatge teatral
| Obra                                      | Productora                                                            | Resultat  |
| ----------------------------------------- | --------------------------------------------------------------------- | --------- |
| L'ànec salvatge                           | Teatre Lliure                                                         | Guanyador |
| Art                                       | Grup Focus/Mola Produccions/Bitò/Verteatro                            | Nominat   |
| Boscos                                    | La Perla 29                                                           | Nominat   |
| Davant la jubilació                       | Teatre Lliure//Temporada Alta                                         | Nominat   |
| Federico García                           | Oblideu-vos de Nosaltres/Festival Grec                                | Nominat   |
| In memoriam. La quinta del biberó         | Teatre Lliure//Temporada Alta                                         | Nominat   |
| Ivanov                                    | Teatre Lliure                                                         | Nominat   |
| Jane Eyre: una autobiografia              | Teatre Lliure                                                         | Nominat   |
| El preu                                   | Bitó Produccions/Festival Grec                                        | Nominat   |
| La senyora Florentina i el seu amor Homer | Teatre Nacional                                                       | Nominat   |
| Els tres aniversaris                      | Sala Trono/La Villarroel/Teatres de Tarragona i Valls/Teatre Bartrina | Nominat   |

### Premi Butaca al millor musical
| Obra                         | Productora                | Resultat  |
| ---------------------------- | ------------------------- | --------- |
| Scaramouche                  | Dagoll Dagom              | Guanyador |
| Close to Liza                | Close to Liza Produccions | Nominat   |
| El despertar de la primavera | Origen Produccions        | Nominat   |
| Gente bien                   | La Cubana                 | Nominat   |

### Premi Butaca al millor espectacle de dansa
| Obra                           | Productora       | Resultat  |
| ------------------------------ | ---------------- | --------- |
| Sweet Tyranny                  | Pere Faura       | Guanyador |
| Èpica                          | Aimar Pérez Galí | Nominat   |
| R.E.M.                         | Manuel Rodríguez | Nominat   |
| Time Takes the Time Time Takes | Guy Nader        | Nominat   |

### Premi Butaca al millor espectacle de petit format
| Obra                    | Productora                                          | Resultat  |
| ----------------------- | --------------------------------------------------- | --------- |
| Fairfly                 | La Calòrica                                         | Guanyador |
| Cúbit                   | Mithistòrima Produccions/Sala La Planeta/La Ruta 40 | Nominat   |
| Dansa de mort           | Sala Muntaner                                       | Nominat   |
| Les dones sàvies        | El Maldà                                            | Nominat   |
| L'electe                | Sala Muntaner/Hause & Richman/Intent Produccions    | Nominat   |
| Somni d'una nit d'estiu | Cia. Els Pirates/El Maldà                           | Nominat   |

### Premi Butaca a la millor espectacle per a públic familiar
| Obra                                     | Productora                                     | Resultat  |
| ---------------------------------------- | ---------------------------------------------- | --------- |
| Renard o el Llibre de les bèsties        | Teatre Lliure/Teatre Obligatori                | Guanyador |
| Geronimo Stilton. Gran Retorn a Fantasia | Grup Focus/Grup 62/Universal/Jet Entertainment | Nominat   |
| Rhümia                                   | Teatre Lliure/Velvet Events/Festival Grec      | Nominat   |

### Premi Butaca a la millor direcció
| Director/a        | Obra                         | Resultat  |
| ----------------- | ---------------------------- | --------- |
| Julio Manrique    | L'ànec salvatge              | Guanyador |
| Adrià Aubert      | Somni d'una nit d'estiu      | Nominat   |
| Oriol Broggi      | Boscos                       | Nominat   |
| Jordi Prat i Coll | Els tres aniversaris         | Nominat   |
| Carme Portaceli   | Jane Eyre: una autobiografia | Nominada  |
| Àlex Rigola       | Ivanov                       | Nominat   |
| Israel Solà       | Fairfly                      | Nominat   |
| Pep Tosar         | Federico García              | Nominat   |

### Premi Butaca a la millor actriu
| Actriu         | Obra                         | Resultat   |
| -------------- | ---------------------------- | ---------- |
| Ariadna Gil    | Jane Eyre: una autobiografia | Guanyadora |
| Muntsa Alcañiz | Abans que arribi l'alemany   | Nominada   |
| Marta Angelat  | Davant la jubilació          | Nominada   |
| Mercè Arànega  | Davant la jubilació          | Nominada   |
| Anna Azcona    | Cúbit                        | Nominada   |
| Rosa Boladeras | Els tres aniversaris         | Nominada   |

### Premi Butaca al millor actor
| Actor           | Obra                | Resultat  |
| --------------- | ------------------- | --------- |
| Lluís Homar     | Ricard III          | Guanyador |
| Ivan Benet      | L'ànec salvatge     | Nominat   |
| Joan Carreras   | Ivanov              | Nominat   |
| Pep Cruz        | Davant la jubilació | Nominat   |
| Pablo Derqui    | L'ànec salvatge     | Nominat   |
| Ernest Villegas | Un obús al cor      | Nominat   |

### Premi Butaca a la millor actriu de musical
| Actor             | Obra          | Resultat   |
| ----------------- | ------------- | ---------- |
| Ana San Martín    | Scaramouche   | Guanyadora |
| Mireia Mambo      | Scaramouche   | Nominada   |
| Virginia Martínez | Close to Liza | Nominada   |

### Premi Butaca al millor actor de musical
| Actor        | Obra                         | Resultat  |
| ------------ | ---------------------------- | --------- |
| Ivan Labanda | Scaramouche                  | Guanyador |
| Marc Flynn   | El despertar de la primavera | Nominat   |
| Toni Viñals  | Scaramouche                  | Nominat   |

### Premi Butaca a la millor actriu de repartiment
| Actriu             | Obra                                      | Resultat   |
| ------------------ | ----------------------------------------- | ---------- |
| Elisabet Casanovas | La senyora Florentina i el seu amor Homer | Guanyadora |
| Carme Elias        | Ricard III                                | Nominada   |
| Mar Ferrer         | El miracle d'Anne Sullivan                | Nominada   |
| Pepa López         | Jane Eyre: una autobiografia              | Nominada   |
| Mima Riera         | La treva                                  | Nominada   |
| Elena Tarrats      | L'ànec salvatge                           | Nominada   |

### Premi Butaca al millor actor de repartiment
| Actor          | Obra                              | Resultat  |
| -------------- | --------------------------------- | --------- |
| Abel Folk      | Jane Eyre: una autobiografia      | Guanyador |
| Enric Auquer   | In memoriam. La quinta del biberó | Nominat   |
| Javier Beltrán | L'hostalera                       | Nominat   |
| Andreu Benito  | Ivanov                            | Nominat   |
| Lluís Marco    | El preu                           | Nominat   |
| Víctor Pi      | L'inframón                        | Nominat   |

### Premi Butaca a la millor escenografia
| Finalistes                  | Obra                                      | Resultat  |
| --------------------------- | ----------------------------------------- | --------- |
| Lluc Castells               | L'ànec salvatge                           | Guanyador |
| Sebastià Brosa i Pau Carrió | L'hostalera                               | Nominats  |
| Max Glaenzel                | La senyora Florentina i el seu amor Homer | Nominat   |
| Laura Clos                  | Yerma                                     | Nominada  |

### Premi Butaca a la millor il·luminació
| Finalistes       | Obra                             | Resultat  |
| ---------------- | -------------------------------- | --------- |
| Pep Barcons      | Boscos                           | Guanyador |
| Ignasi Camprodon | Jane Eyre: una autobiografia     | Nominat   |
| Lionel Spycher   | En la solitud dels camps de cotó | Nominat   |
| Jaume Ventura    | L'ànec salvatge                  | Nominat   |

### Premi Butaca al millor vestuari
| Finalistes                              | Obra                 | Resultat   |
| --------------------------------------- | -------------------- | ---------- |
| Montse Amenós                           | Scaramouche          | Guanyadora |
| Montse Amenós, La Cubana i Leo Quintana | Gente bien           | Nominats   |
| César Olivar                            | Les noces de Fígaro  | Nominat    |
| Míriam Compte                           | Els tres aniversaris | Nominada   |

### Premi Butaca a la millor caracterització
| Finalistes             | Obra                              | Resultat   |
| ---------------------- | --------------------------------- | ---------- |
| Eva Fernández          | Scaramouche                       | Guanyadora |
| Ignasi Ruiz i La Bocas | Gente bien                        | Nominats   |
| Eva Fernández          | In memoriam. La quinta del biberó | Nominada   |
| Núria Llunell          | A tots els que heu vingut         | Nominada   |

### Premi Butaca al millor text teatral
| Obra             | Autor/a                   | Resultat  |
| ---------------- | ------------------------- | --------- |
| Fairfly          | Joan Yago                 | Guanyador |
| Cúbit            | Josep Maria Miró Coromina | Nominat   |
| L'electe         | Ramon Madaula             | Nominat   |
| L'home sense veu | Clàudia Cedó              | Nominat   |

### Premi Butaca a noves dramatúrgies
| Obra      | Productora                              | Resultat  |
| --------- | --------------------------------------- | --------- |
| Birdie    | Àlex Serrano/Pau Palacios/Ferran Dordal | Guanyador |
| Wohnwagen | Col·lectiu VVAA                         | Nominat   |

### Premi Butaca a la millor composició teatral
| Finalistes       | Obra                              | Resultat  |
| ---------------- | --------------------------------- | --------- |
| Albert Guinovart | Scaramouche                       | Guanyador |
| Clara Peya       | Jane Eyre: una autobiografia      | Nominada  |
| Clara Peya       | Renard o El llibre de les bèsties | Nominada  |
| Joan Vives       | Gente bien                        | Nominat   |

### Premi Butaca al millor espai sonor
| Finalistes             | Obra                              | Resultat   |
| ---------------------- | --------------------------------- | ---------- |
| Roc Mateu i Igor Pinto | In memoriam. La quinta del biberó | Guanyadors |
| Damien Bazin           | L'ànec salvatge                   | Nominat    |
| Igor Pinto             | Jane Eyre: una autobiografia      | Nominat    |
| Nao Albet              | Ivanov                            | Nominat    |

### Butaca Honorífica-Anna Lizaran
- Josep Maria Flotats